# Kościół św. Maksymiliana Marii Kolbego w Sędzisławiu
Kościół św. Maksymiliana Kolbego – rzymskokatolicki kościół filialny parafii Świętej Rodziny mieszczący się w Sędzisławiu w dekanacie Kamienna Góra Wschód w diecezji legnickiej.

## Historia
Kościół filialny pw. św. Maksymiliana Marii Kolbego, współczesny powstał w latach 1994 - 2000. Obiekt założony na planie kwadratu, z wyraźnymi podziałami konstrukcyjnymi, na osi z wydzielającym prezbiterium i kruchtą. Koperta nakryta kopertowym stropodachem, wyposażenie kościoła współczesne, m.in.: drewniany ołtarz, ambona, ławki z drewna iglastego. 